# Harro Boit
Harro Boit (geboren 30. März 1943 in Königsberg; gestorben 13. Mai 1991 in Laatzen) war ein deutscher Bildhauer, Graphiker, Maler und Lithograf.

## Leben
Sein Grabmal findet sich auf dem Neuen St.-Nikolai-Friedhof.

## Bekannte Werke (Auswahl)
- Lithographie Nieschlagstraße, in: Hannover-Edition, Braunschweig, Archiv Verlag, Loseblattsammlung 1990–1998, Blatt 10450[3]

## Ausstellungen (Auswahl)
- 1980: Gemeinsam mit seinen Künstlerkollegen Gerhard Bogatzki und Konrad Mätzig stellte Boit in der vom Museumsverein für das Fürstentum Lüneburg geförderten Künstlerstätte Schloss Bleckede aus.[4]